# Ярмишко, Василий Трофимович
Васи́лий Трофи́мович Ярмишко (род. 27 июля 1947, Жовнино, Черкасская область, УССР) — советский и российский биолог, доктор биологических наук (1994), директор Ботанического института им. В. Л. Комарова РАН (2001-2016).

## Биография
В 1966—1969 годах трудился помощником лесничего в Сергиевском леспромхозе (Самарская область). В 1973 году окончил Ленинградскую лесотехническую академию.
В 1976 году защитил кандидатскую диссертацию «Конкурентные влияния лиственных пород на ель в зоне корневых систем при реконструкции лиственных молодняков лесокультурными методами», а в 1994 году — докторскую «Сосна обыкновенная (Pinus sylvestris L.) и её сообщества в условиях атмосферного загрязнения на Европейском Севере».
В 1977—1978 годах работал главным инженером НП «Лесосеменная станция» в Гатчине, с 1978 работает в Ботаническом институте, поочерёдно пройдя должности младшего научного сотрудника, научного сотрудника, заведующего лабораторией экологии растительных сообществ (с 1990), первого заместителя директора по науке (с 1996 года), директора (с 2001 года). С 2016 года — заведующий отделом «Ботанический сад Петра Великого».
Одновременно, с 1996 года возглавляет кафедру ботаники и дендрологии Санкт-Петербургского лесотехнического университета.
Награждён медалью «К 300-летию Санкт-Петербурга».
Член редколлегий журналов «Растительные ресурсы» и «Растительность России». Вице-президент Русского ботанического общества, член президиума Санкт-Петербургского научного центра РАН. Также является заместителем председателя Научного совета по ботанике Отделения биологических наук РАН, главой научной группы Российско-Монгольской биологической комплексной экспедиции.

## Научная деятельность
Автор и соавтор более чем 200 научных работ (включая восемь монографий и один учебник). В основном занимается изучением проблем лесоведения, ботаники и экологии, структурной организации, биологического разнообразия, продуктивности и динамики бореальных лесов, дендрологии, фитоиндикации, влияния факторов природной среды на рост, развитие и устойчивость древесных растений и лесных сообществ Северо-Запада РФ.
Ярмишко выявил основные закономерности формирования крон и ассимиляционного аппарата сосны обыкновенной и изменения их при разных уровнях техногенного загрязнения.